# Spirou y los herederos
Spirou y los herederos (título original en francés: Spirou et les héritiers) es el cuarto álbum de Spirou y Fantasio, dibujado y escrito por André Franquin. La obra fue serializada semanalmente en la revista belga Spirou desde julio de 1951 hasta marzo de 1952, antes de ser publicada en un volumen recopilado por Dupuis en octubre de 1953.
El autor recuperó el formato de historias largas para narrar la competencia entre Fantasio y su malvado primo Zantafio por una herencia familiar. Además de ampliar el universo de la saga con nuevos personajes secundarios, esta historieta es especialmente recordada por incluir la primera aparición de Marsupilami, un mono marsupial imaginario cuya popularidad ha trascendido más allá de la propia serie.

## Argumento

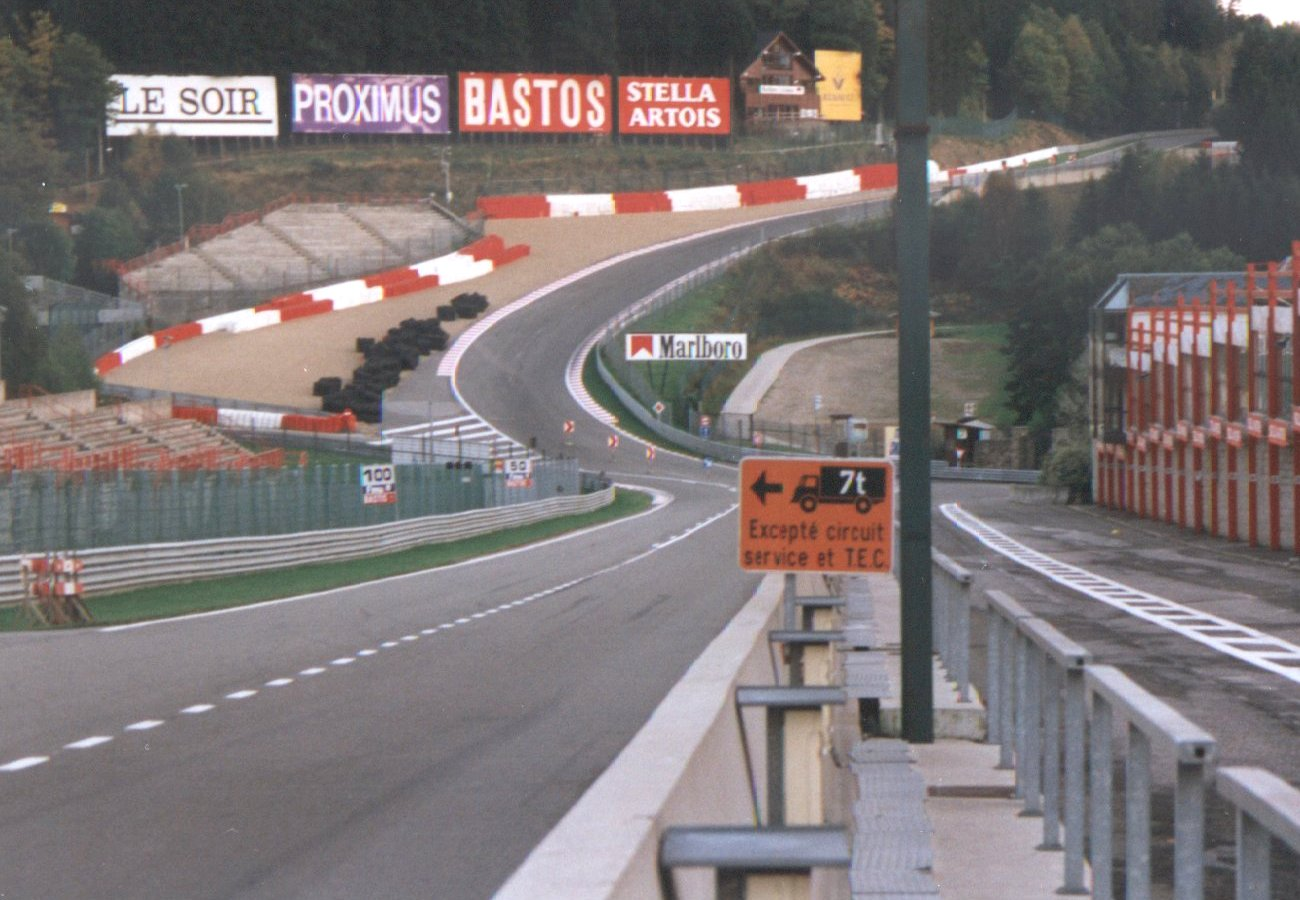
El circuito de Spa-Francorchamps inspiró a Franquin para crear la prueba de carreras.

La historia comienza con la lectura del testamento del tío de Fantasio, de quien todos creen que ha amasado una gran fortuna. El albacea determina que Fantasio y su primo Zantafio deberán competir en tres pruebas muy peculiares para determinar quién se lleva la herencia familiar.
La primera prueba consiste en inventar un artefacto nuevo, original y de interés público. Después de varios proyectos fallidos, Fantasio idea una especie de mochila propulsora con hélice a la que llama «fantacóptero», y cuyo funcionamiento resulta más accidentado de lo esperado. Zantafio descubre el invento de su primo y encarga un vehículo volador mejorado, el Zantajet, que puede alcanzar velocidades supersónicas. Sin embargo, el Zantajet provoca un incendio en una casa y un niño queda atrapado, por lo que Spirou utiliza el fantacóptero para rescatarlo. Gracias a ese acto heroico, el albacea declara ganador a Fantasio porque su invento ha sido más útil.
En segundo lugar, Fantasio y Zantafio deben competir en un gran premio de automovilismo y quedar entre los seis primeros. Fantasio es aceptado como aprendiz en la escudería Turbot e informa a su primo, en aras de la justicia, para que entrene con él. A pocos días de que tenga lugar una importante carrera, Zantafio ordena el secuestro de los dos pilotos titulares de Turbot, lo que asegura la presencia de ambos primos en la pista. Al mismo tiempo, Spirou descubre que otro piloto ha sido sobornado para echar a Fantasio de la carrera, así que logra robar el monoplaza de Zantafio antes de la salida y compite en su lugar. Después de una emocionante carrera en la que Spirou ha evitado el intento de boicot, Fantasio termina en tercer lugar. Un mes más tarde, Fantasio se entera por la prensa de que Zantafio ha ganado un gran premio, por lo que el albacea le declara vencedor pese a las sospechas de sabotaje.
La tercera prueba, la más difícil, consiste en capturar un animal legendario conocido como «Marsupilami». Spirou y Fantasio descubren que vive en la jungla de Palombia, en América Latina, así que viajan hasta allí y se adentran en la selva. El mono marsupial resulta tener una notable inteligencia; aunque al principio rehúye el contacto humano, luego persigue al dúo porque le encanta gastarles bromas pesadas. Spirou y Fantasio aprovechan un despiste del Marsupilami para atraparlo y son abordados por una tribu india. Sin embargo, Zantafio aparece en el último momento para rescatarles. Aunque el primo también había viajado a Palombia para atraparlo, se siente culpable por lo que ha hecho y como redención permite que se marchen con el animal.
Después de que Zantafio se haya quedado en América por decisión propia y de que Marsupilami haya sido llevado al zoo, Fantasio es proclamado vencedor. De inmediato el albacea le desvela que su tío no tenía ninguna fortuna que dejarle, sino que pretendía convertir a sus sobrinos en mejores personas a través de esa extraña competición. La obra termina con un final abierto, donde Spirou y Fantasio se plantean liberar a Marsupilami.

## Historia

### Contexto

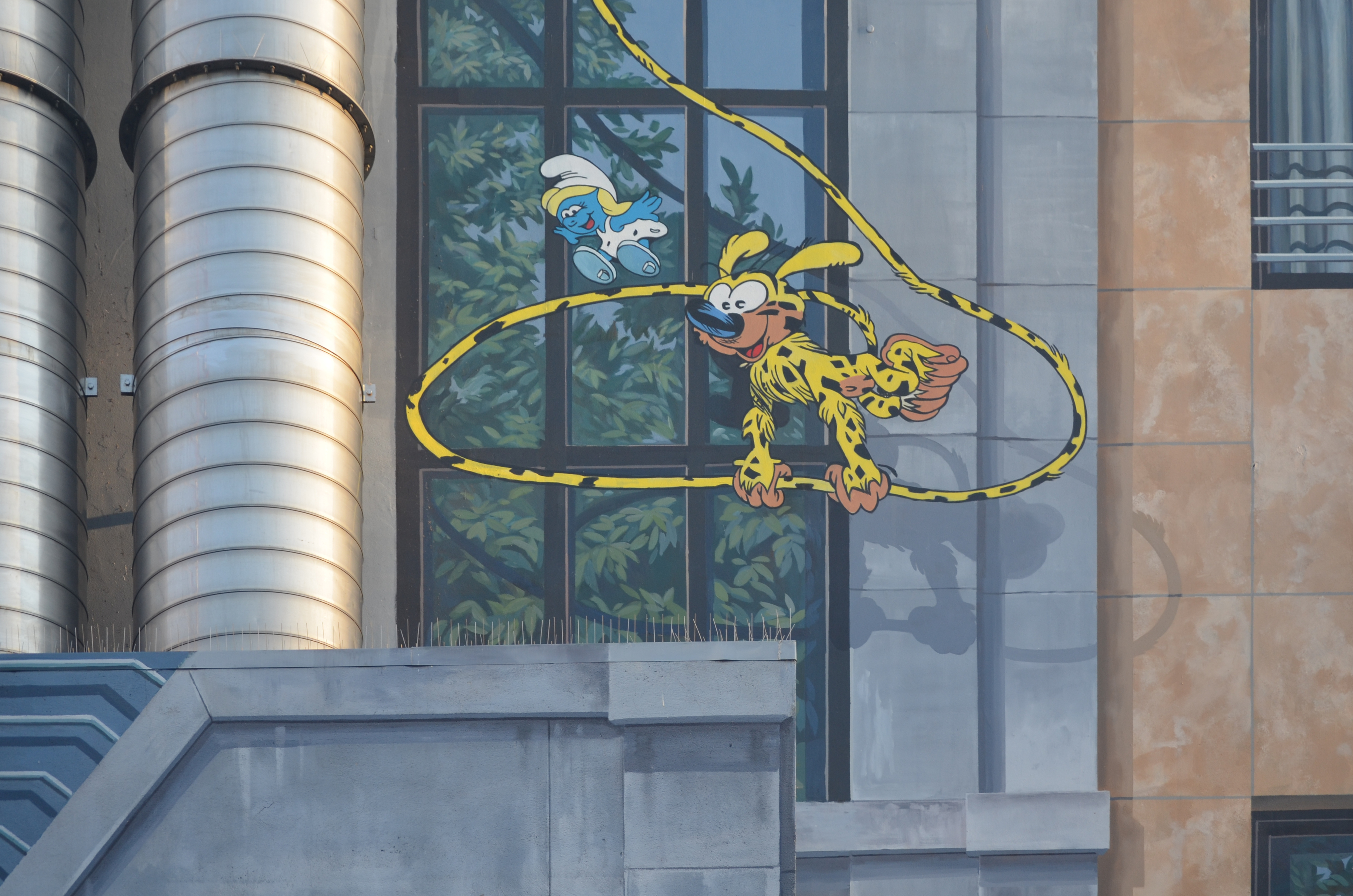
Mural de Marsupilami (junto a la Pitufina) en Namur, Bélgica.

Spirou y los herederos supone la confirmación de André Franquin al frente de Spirou y Fantasio, bajo un formato de historia larga que ya había asumido en Hay un brujo en Champiñac (1951). En esta ocasión se encarga tanto del dibujo como del guion, con una trama compleja que combina aventura con toques de humor. En esta obra se presentan nuevos personajes secundarios que terminan enriqueciendo el universo de Spirou, tales como Marsupilami y el primo Zantafio, convertido en villano a partir de El dictador y el champiñón (1956). También se aprecia la afición de Franquin por los automóviles, materia en la que llegó a ser un verdadero especialista; Turbot es una referencia velada a la escudería Talbot, y la prueba de carreras se desarrolla en un circuito muy similar a Spa-Francorchamps.
La obra supone la primera aparición de Marsupilami, uno de los personajes más representativos de la trayectoria de Franquin. Se trata de un mono marsupial con una larga cola prensil y un pelaje similar al del leopardo. El origen del animal respondía a necesidades del guion, pues Franquin necesitaba una tercera prueba para la historia, pero tuvo un mayor desarrollo en la siguiente obra de Spirou, Los ladrones del Marsupilami (1954), y con el paso del tiempo su popularidad ha trascendido más allá de la colección, llegando a contar con serie propia. Los orígenes del personaje se remontan a una broma privada de Franquin y Jijé, pero también está muy influido por Eugene the Jeep, uno de los personajes de la infancia del autor y que en Francia era conocido como Pilou-Pilou. Cuando Franquin dejó de dibujar Spirou en 1968 para centrarse en Gaston Lagaffe, cedió los derechos de autor de todos los secundarios excepto los de Marsupilami, que no volvió a aparecer en la serie hasta La furia del Marsupilami (2016).
Otro elemento importante es la creación de Palombia, una república imaginaria situada en América Latina y cuya visión caricaturiza la inestabilidad política del continente en la primera mitad del siglo XX. El nombre del país es un juego de palabras francés entre las palabras «paloma» (palombe), «torcaz» (colombe) y Colombia, mientras que la ciudad de Chiquito es una mención a Quito, la capital de Ecuador. Cabe destacar que este planteamiento se había dado también en otro referente de la historieta francobelga, Las aventuras de Tintín, con las repúblicas ficticias de San Theodoros y Nuevo Rico.

### Publicación
La serialización de la historia comenzó el 26 de julio de 1951, en el n.º 693 de la revista Spirou, y fue publicándose por entregas semanales hasta el 13 de marzo de 1952, correspondiente al n.º 726. Esta obra concluye con un final abierto porque la siguiente aventura, Los ladrones del Marsupilami, comenzó su publicación dos semanas después. La primera edición del álbum salió a la venta el 13 de octubre de 1953 y cuenta con 59 páginas dibujadas.
En idioma español, la obra fue publicada originalmente por Editora Mundis (1980) y por Grijalbo en su sello Ediciones Junior (1993). También forma parte del recopilatorio Les intégrales Dupuis - Spirou et Fantasio 2 (2016), editado en España por Dibbuks.